# 아사히촌 (가나가와현 나카군)
아사히촌(일본어: 旭村)은 일본 가나가와현 나카군에 설치되었던 촌이다. 현재의 히라쓰카시에 해당한다.

## 참고 문헌
- 角川日本地名大辞典編纂委員会,『角川日本地名大辞典 神奈川県』1984, 角川書店